# يحيى القائم بأمر الله
يحيى القائم بأمر الله بن إدريس بن علي بن حمود (المتوفي في عام 434 هـ) المعروف باسم حيّون ثالث حكام طائفة مالقة في عهد ملوك الطوائف.

## حياته
بعد وفاة إدريس المتأيد بالله في المحرم 431 هـ، سعى الوزير ابن بقنة إلى مبايعة ابنه يحيى بن إدريس خلفًا لأبيه والذي تلقّب بالقائم بأمر الله، متجاوزًا بذلك الحسن بن يحيى المعتلي بالله الذي كان إدريس قد ولاه العهد، وجعله واليًا على سبتة وطنجة وأعمالهما، وبعث معه الحاجب نجاء الصقلبي لمعاونته.
لم يوافق ذلك هوى الحسن والحاجب الصقلبي، فبادر نجاء القلبي بالدعوة للحسن في سبتة، وجهز جيشًا عبر به مع الحسن إلى مالقة، وحاصراها برًا وبحرًا، حتى استسلم يحيى وتنازل عن عرشه في جمادى الثاني 431 هـ، وسار إلى قمارش، وأقام بها، إلى أن دس عليه الحسن من قتله بالسم في ربيع الثاني سنة 434 هـ.